# Prestenberg (Pfälzerwald)
Der Prestenberg ist ein 411,2 m ü. NHN Berg im Pfälzerwald.

## Geographie

### Lage
Der Prestenberg liegt innerhalb der Gemarkung der Ortsgemeinde Eußerthal unmittelbar nordwestlich von deren Siedlungsgebiet, das bereits an seinem Ostfuß beginnt. Entlang seiner Nordostflanke verläuft der Eußerbach und an seiner Nordflanke dessen echter Zufluss Dürrentalbach. Von seiner Quelle bis zur Mündung in letzteren folgt der Sandbach der Nordwestflanke und entlang der Südfostflanke auf gesamter Länge der Prestenbach.
Benachbarte Berge sind der Kehrenkopf 529,7 m ü. NHN im Süden, der Beutelsberg 405 m ü. NHN im Norden, im Nordwesten der Behälterkopf (383 m ü. NHN) und im Osten der Walterskopf.

### Naturräumliche Zuordnung
- Großregion 1. Ordnung: Schichtstufenland beiderseits des Oberrheingrabens
- Großregion 2. Ordnung: Pfälzisch-Saarländisches Schichtstufenland
- Großregion 3. Ordnung: Pfälzerwald
- Region 4. Ordnung (Haupteinheit): Mittlerer Pfälzerwald
- Region 5. Ordnung: innere Waldgebiete

## Natur
Auf dem Prestenberg befindet sich mit den Sommerfelsen eine Felsformation.

## Tourismus
Über den Berg verläuft der Eußerthal Rundweg 2. Über die Südwestflanke führt der Fernwanderweg Staudernheim–Soultz-sous-Forêts.